# Chiesa di Santa Maria Assunta (Baselga di Piné)
La chiesa di Santa Maria Assunta, chiamata anche brevemente chiesa dell'Assunzione, è un luogo di culto a Baselga di Piné, in Trentino. Appartiene all'ex-decanato di Civezzano e Piné dell'arcidiocesi di Trento e risale al XII secolo.

## Storia

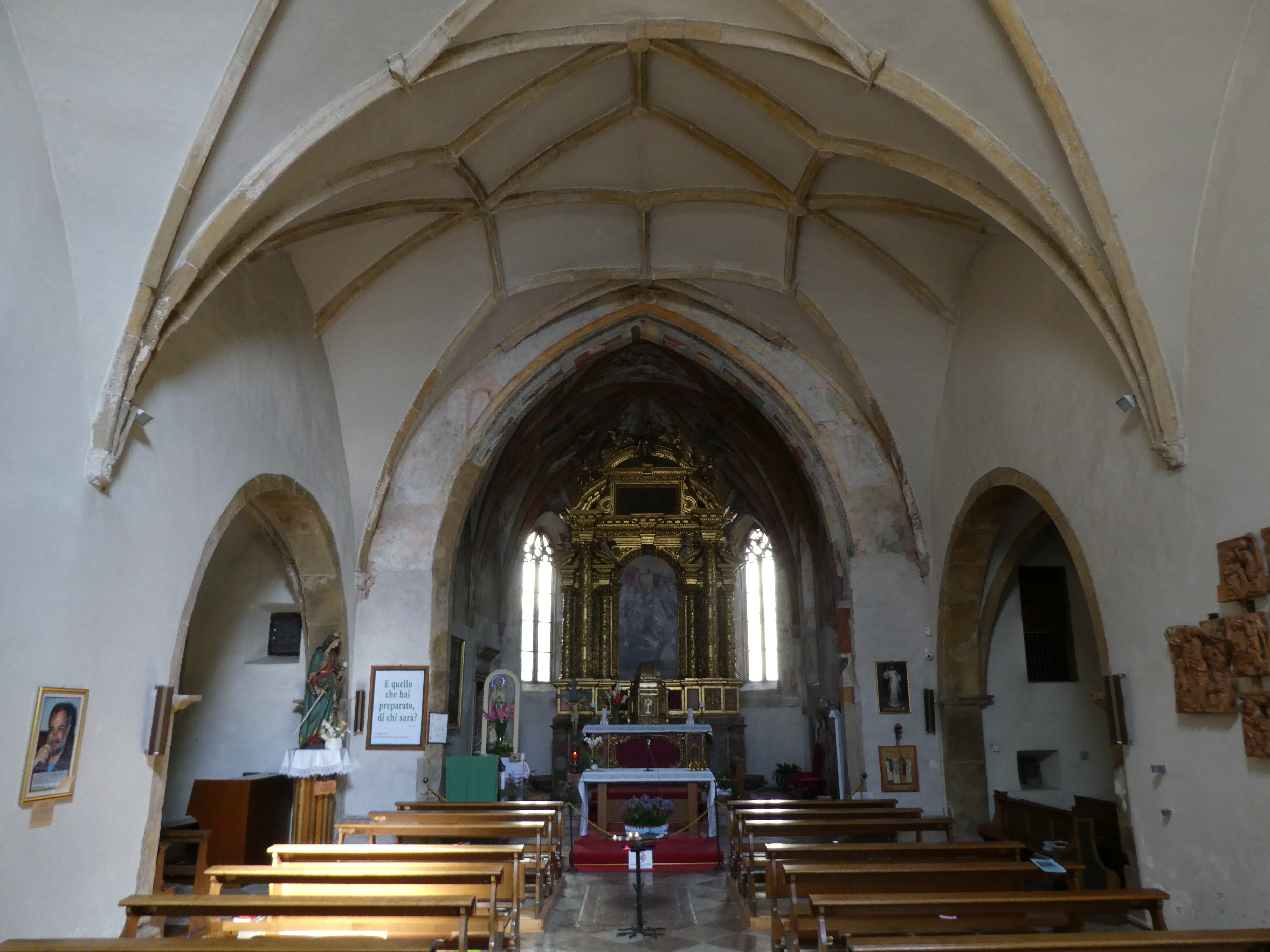
Interno

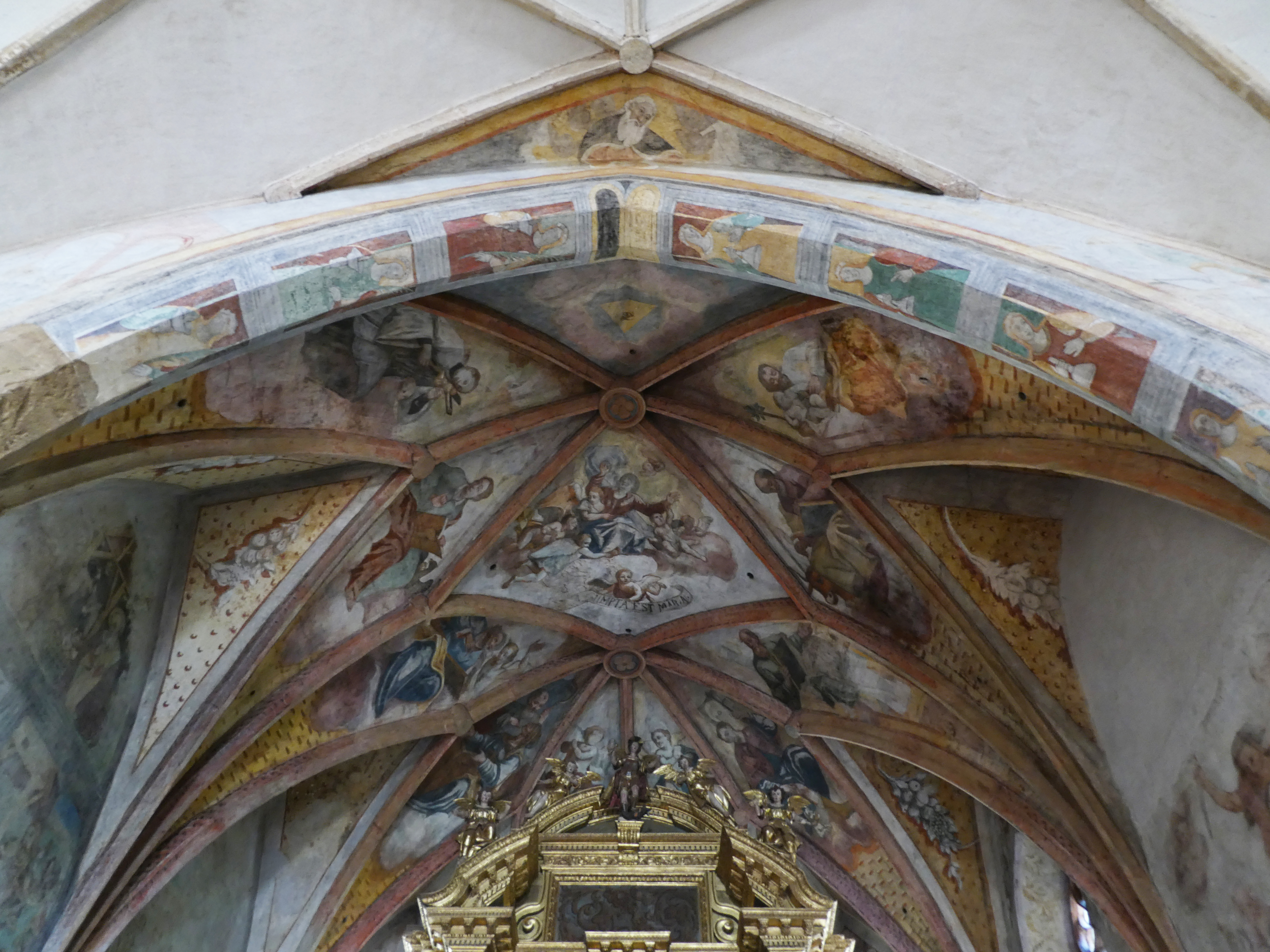
Affreschi della volta del presbiterio

Il primo riferimento documentale sicuro all'antica pieve di Baselga intitolata all'Assunta (o a Santa Maria) è del 1220. Il primo edificio in stile romanico venne quasi certamente demolito per erigere, durante il XV secolo, la nuova chiesa gotica e, nel secolo successivo, gli interni vennero decorati ad affresco, in particolare la parte presbiteriale.
Nel XVI secolo l'edificio venne ampliato all'interno e il sagrato venne pavimentato con ciottoli. La solenne consacrazione venne officiata nel 1546 e pochi anni dopo altri lavori interessarono la chiesa con opere di protezione contro le infiltrazioni di acqua nella zona absidale ed un nuovo ampliamento della sala.
Nel 1673 vi fu l'intitolazione specifica all'Assunzione, mentre prima era indicata solo Santa Maria.
All'inizio del XVIII secolo si sistemò la copertura presbiteriale, e prima della metà del secolo tutta la struttura venne restaurata. Si consolidarono le parti murarie, fu riparato il portale principale, e si operò un nuovo ampliamento con la costruzione di due nuove cappelle. La facciata fu rinnovata, venne rialzata ed ebbe tre nuove nicchie.
Nel 1840 l'antico camposanto che stava attorno alla chiesa venne dismesso e il nuovo venne costruito in zona più periferica.
Dopo il primo conflitto mondiale, quando ormai era stata edificata la nuova parrocchiale di Baselga di Piné e questa antica pieve era stata per un certo periodo quasi dimenticata, si decise di intervenire per preservarla dal degrado e in parte venne ridimensionata nella sua struttura, venendo a perdere alcune cappelle laterali e parte della navata. Inoltre la facciata eretta due secoli prima venne abbattuta. Il portale originale venne salvato e l'aspetto che assunse fu più coerente col periodo della sua costruzione, anche grazie alle decorazioni a graffito che vi vennero apposte. La chiesa a lungo non ospitò più celebrazioni liturgiche e, nel 1943, venne anche utilizzata per scopi militari.
Il ciclo di restauri iniziato nel 1975 ed ultimato nel 1991 portò alla situazione recente. Venne realizzata la protezione contro le infiltrazioni di umidità, fu rifatta tutta l'intonacatura, la copertura fu resa più sicura con nuove lastre in porfido inoltre furono rivisti pavimentazione e impianti.
La chiesa venne aggiornata secondo le indicazioni liturgiche ed è stato così possibile il suo riutilizzo per le funzioni di culto.